# Esen Buka I
Esen Buka I (o Esen Buka I) fou kan del Kanat de Txagatai (1310 – 1318). Era fill de Duwa.
El 1310 el germà d'Esen Buka, Kebek, va demanar a una reunió assembleària (kuriltai), el determinar el futur del kanat després de la seva presa de poder i la derrota dels ogodeïdes. La reunió decidia proclamar kan al seu germà Esen Buka I.
Esen Buka va passar la majoria del seu regnat en conflicte amb dos dels seus veïns, els Yuan de la Xina i els il-kànides de Pèrsia. El kan txagataïda tenien por d'una aliança entre els Yuan i els Il-kans contra el seu estat; aquesta por era provocada pel testimoni de l'emissari yuan a l'Il-kanat, Abishqa; aquest diplomàtic, mentre viatjava a través de l'Àsia central, va revelar a un comandant txagataïda que s'havia creat tal aliança, i les forces xineses i perses s'estaven mobilitzant per atacar el kanat de Txagatai. El testimoni d'Abishqa mai no fou corroborat, però Esen Buka romania convençut de la veritat de la seva declaració. Les forces dels yuans estaven de fet, ja des de feia molt de temps, atrinxerades a l'est; se suposava originalment que això era per controlar a Chapar Khan, però des de la derrota d'aquest el 1309/1310, les guarnicions es percebien com a amenaça a l'estat txagataïda.
Per resoldre les escassetat de terres de pastures, el 1312 Esen Buka va enviar una ambaixada en un intent de negociar amb el comandant de guarnició de frontera Tughaji Jinsank i convèncer els Yuan per adaptar-se a un ajust de posicions. Les negociacions, tanmateix, no van anar bé, i tensaren relacions entre el dos poders. Esen Buka va enviar tribut a la cort del kakhan Yuan el 1312 i 1313, però els intents yuans de restringir comerç entre els dos estats feren augmentar la tensió. Esen Buka va intentar llavors el suport d'Uzbeg Khan de l'Horda d'Or, però sense èxit.
A causa d'aquests esdeveniments, Esen Buka decidia atacar els yuans, trencant així la pau que el seu pare Duwa havia ajustat amb Xina el 1304. L'element de sorpresa, tanmateix, es va perdre quan un oficial txagataïda va fugir i va passar al camp del general Tughaji revelant el pla. Tughaji va retirar les seves tropes cap a més enllà de l'Irtix, i després va derrotar les tropes d'Esen Buka a la primavera del 1314. La magnitud de la derrota fou tal que Esen Buka va haver de demanar la pau, afirmant a la cort Yuan que Tughaji havia iniciat primer l'atac. Però Chunqur, un fill de Tughaji, va convèncer el kan de Txagatai que les tropes yuans del seu pare no l'atacarien si atacava una altra vegada; però realment Tughaji va respondre i va impedir altra vegada una victòria de les tropes d'Esen Buka. L'emperador Yuan Renzong, que estava perdent la paciència amb Esen Buka, va ordenar a totes les guarnicions envair el kanat de Txagatai i la ciutat d'Hami fou conquerida, i Uzbeg Khan una altra vegada va rebutjar la invitació d'Esen Buka per a una aliança el 1315.
En un intent de compensar algunes de les seves pèrdues, Esen Buka va llençar una invasió de Khurasan, part de l'Il-kanat, en algun moment vers 1315, amb unexèrcit manat per Kebek. El gener de 1315 Kebek, juntament amb forces aliades dels karaunes (qaraunes o neguderis o nikudaris, mongols establerts a l'Afganistan i Pèrsia oriental) creuava l'Amu Darya cap a territori Ilkhànida i derrotava un exèrcit enemic al riu Murgab o Murghab. L'exèrcit txagataïda llavors va avançar fins on Herat, però aquí Kebek va rebre una convocatòria urgent d'Esen Buqa, qui necessitava ajuda per repel·lir una invasió des de l'est dels mongols Yuan; la regió del Talas i la pastura d'Issyk Kül havien estat capturats pels yuans; bona part de les tropes txagataïdes procedien d'aquestes zones i, ja cansats de fer campanya, van marxar cap a les seves terres; Kebek es va retirar amb part de l'exèrcit i llavors un príncep txagataïda, Yasaur, va desertar i va ajudar els il-kànides a derrotar la invasió, rebent en recompensa del kan Oldjeitu, terres a l'Afganistan al sud de l'Oxus. En canvi una altra deserció però va afavorir els txagataïdes: el yuan, Qoshila (després emperador Mingzong o Khutughtu_Khan), es va passar al bàndol d'Esen Buka I; però això no va ajudar prou a millorar la situació i els yuans continuaven avançant les seves posicions.
Només la mort d'Esen Buqa vers el 1318 i l'ascensió una altra vegada del seu germà Kebek al tron, va permetre obrir pas a la pau a la regió.